# Андреев, Виктор Михайлович
Ви́ктор Миха́йлович Андре́ев (29 августа 1923 года — 31 октября 1962 года) — советский офицер, участник Великой Отечественной войны, лётчик-испытатель Государственного Краснознамённого научно-испытательного института ВВС, Герой Советского Союза (24.01.1963; посмертно), подполковник.

## Биография
Родился 29 августа 1923 года в Москве. В 1940 году окончил 10 классов школы.
В Красной армии с июля 1941 года. До сентября 1941 года служил авиамотористом в 3-й военной авиационной школе первоначального обучения лётчиков (ВАШПОЛ) в городе Сталиногорск (ныне Новомосковск Тульской области). В 1942 году окончил 3-ю ВАШПОЛ в посёлке Ибреси (Чувашия), в 1944 году — Качинскую военную авиационную школу лётчиков и Высшую офицерскую школу воздушного боя (город Люберцы).
Участник Великой Отечественной войны: в ноябре 1944-мае 1945 — лётчик 976-го истребительного авиационного полка. Воевал на 1-м Прибалтийском и 3-м Белорусском фронтах. Совершил 86 боевых вылетов на истребителях Як-7 и Як-9, в воздушных боях лично сбил 2 самолёта противника.
После войны продолжал службу в строевых частях ВВС. В 1949—1951 годах — лётчик-инструктор Вязниковского учебно-тренировочного центра ДОСААФ. С 1951 года вновь служил в строевых частях ВВС (Московский военный округ).
С 1957 года — на лётно-испытательной работе в Государственном Краснознамённом научно-испытательном институте ВВС. Провёл государственные испытания сверхзвукового истребителя-перехватчика Су-11, участвовал в испытаниях других истребителей.
Погиб 31 октября 1962 года на Новосибирском авиазаводе при выполнении испытательного полёта на первом серийном Су-11. В полёте произошёл отказ двигателя. Лётчик получил приказ катапультироваться, но под самолётом в этот момент был химический завод, производящий порох. Падение самолёта на этот завод привело бы к мощному взрыву, способному разрушить окружающие жилые кварталы города. Поэтому В. М. Андреев не покинул падающий самолёт, а продолжал уводить его от завода. За это время была потеряна необходимая для катапультирования высота. При вынужденной посадке лётчик получил тяжелейшие травмы и через час скончался.
За мужество и героизм, проявленные при испытании новой авиационной техники, Указом Президиума Верховного Совета СССР от 24 января 1963 года подполковнику Андрееву Виктору Михайловичу присвоено звание Героя Советского Союза (посмертно).
Жил на станции Чкаловская (ныне посёлок Чкаловский в черте города Щёлково) Московской области.

## Награды и звания
- Медаль «Золотая Звезда» Героя Советского Союза
- Орден Ленина (1963; посмертно)
- Три ордена Красного Знамени (март 1945, июнь 1945, 1955)
- Два ордена Красной Звезды (1954, 1956)
- Медали, в том числе:
  - Медаль «За победу над Германией в Великой Отечественной войне 1941—1945 гг.»

- Подполковник (1960)

## Память
- Похоронен на воинском кладбище около станции Чкаловская.
- Его именем названа улица в городе Ахтубинске Астраханской области.
- В посёлке Чкаловский на доме, в котором жил Герой, установлена мемориальная доска.